# Aporostylis bifolia
Aporostylis bifolia är en orkidéart som först beskrevs av Joseph Dalton Hooker, och fick sitt nu gällande namn av Herman Montague Rucker Rupp och Edwin Daniel Hatch. Aporostylis bifolia ingår i släktet Aporostylis och familjen orkidéer. Inga underarter finns listade i Catalogue of Life.

## Bildgalleri

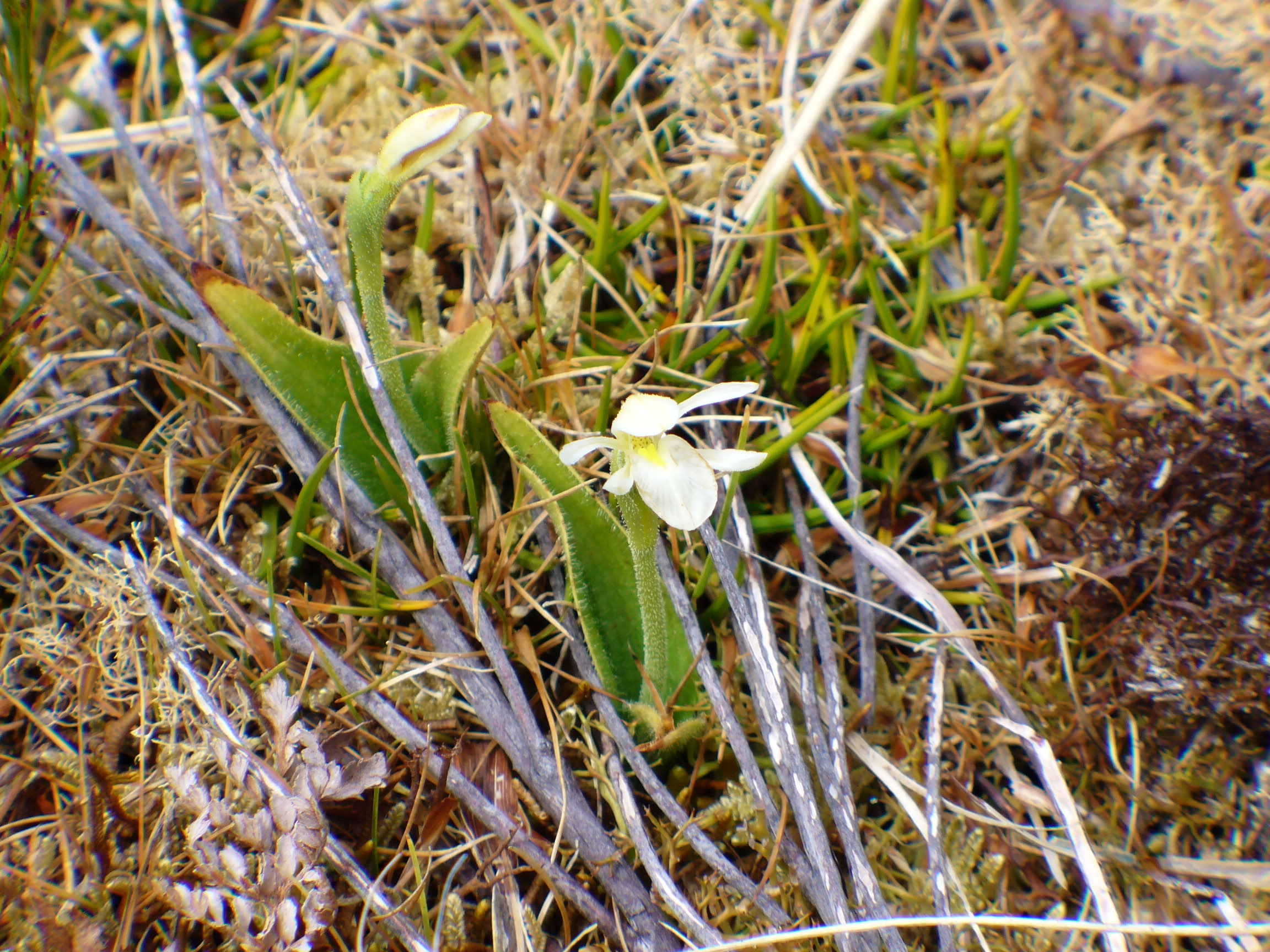
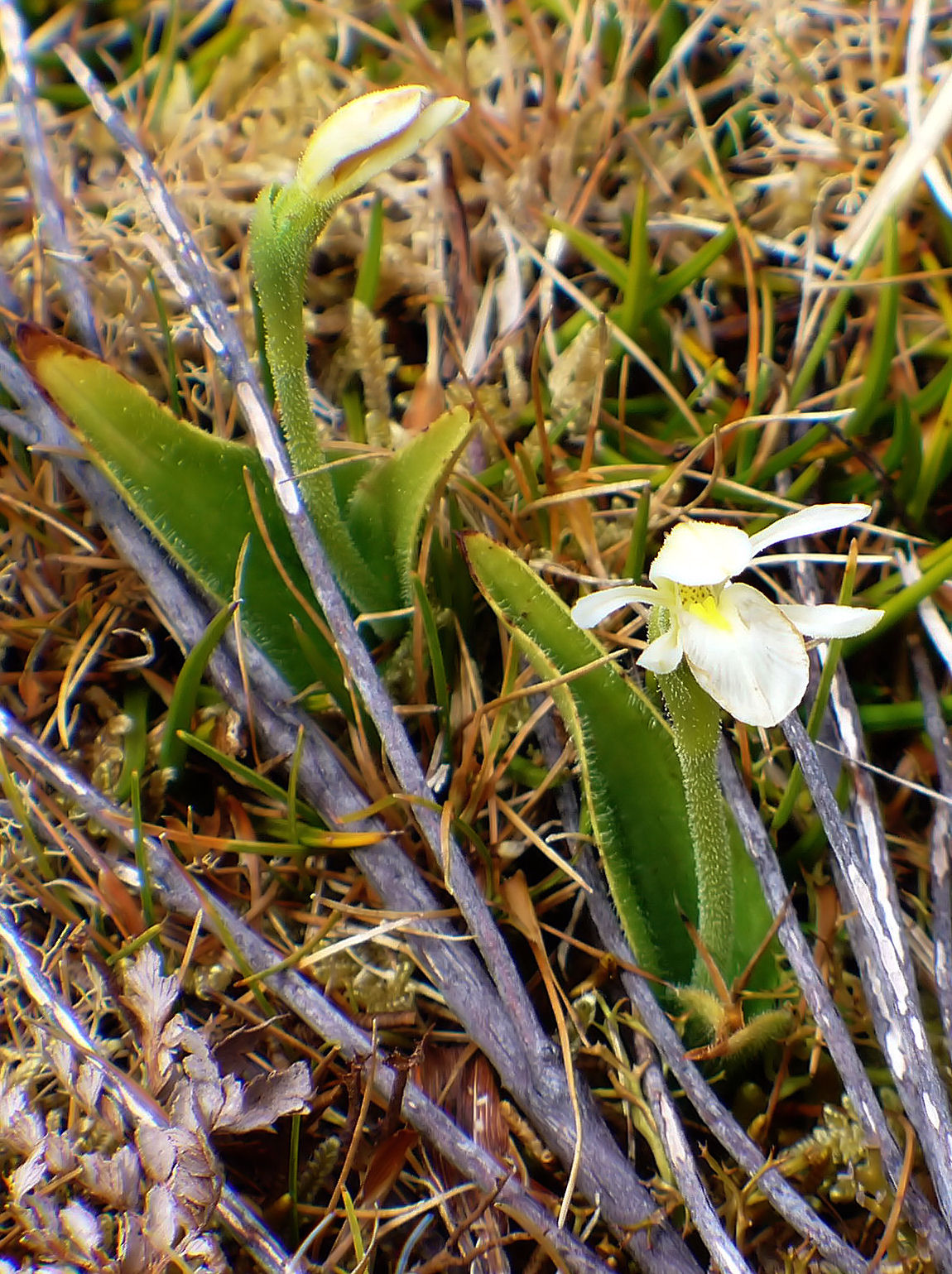